# Вої
Во́ї — категорія військ у Київській Русі. На відміну від дружини, яка була постійним військом князя, вої набиралися з вільних селян і містян на час воєнних дій. Нарівні з дружиною вої становили основну військову силу у великих походах давньоруських князів та у боротьбі проти зовнішніх ворогів. Очолювали воїв воєводи — поставлені князем воєначальники з числа старшої дружини. Вперше вої згадуються у «Повісті минулих літ» під 882 р., де розповідається про похід Олега на Київ «з воя многи», набраними зі слов'янського і неслов'янського населення.